# Magdalensberg
Magdalensberg (tiếng Slovenia: Štalenska gora) là một đô thị thuộc huyện Klagenfurt-Land trong bang Kärnten trong nước Áo. Đô thị Magdalensberg có diện tích 42,89 km², dân số thời điểm năm 2005 là 3078 người.
Đô thị này có 40 làng:
 Christofberg, Deinsdorf, Dürnfeld, Eibelhof, Eixendorf, Farchern, Freudenberg, Gammersdorf, Geiersdorf, Göriach, Gottesbichl, Großgörtschach, Gundersdorf, Haag, Hollern, Kleingörtschach, Kreuzbichl, Kronabeth, Lassendorf, Latschach, Leibnitz, Magdalensberg, Matzendorf, Ottmanach, Pirk, Pischeldorf, Portendorf, Reigersdorf, Schöpfendorf, Sillebrücke, St. Lorenzen, St. Martin, St. Thomas, Stuttern, Timenitz, Treffelsdorf, Vellach, Wutschein, Zeiselberg, Zinsdorf. và có 13 ("Katastralgemeinden"): Zinsdorf, Reigersdorf, Ottmanach, Wutschein, Gammersdorf, Schurianhof, Timenitz, Vellach, Freudenberg, Portendorf, Zeiselberg, Lassendorf, St. Thomas 